# Mat (stopień wojskowy)
Mat − wojskowy stopień podoficerski w polskiej Marynarce Wojennej, odpowiadający kapralowi w Wojskach Lądowych i Siłach Powietrznych. Jego odpowiedniki znajdują się także w marynarkach wojennych innych państw.

## Geneza
Matowie pojawili się w XV wieku jako funkcja między majtkami a bosmanami. Zajmowali się bezpośrednim kierowaniem pracą określonych grup majtków, a następnie marynarzy. Ze względu na prace, jakie wykonywali matowie byli podzieleni na określone grupy specjalistów, np. matowie-żaglomistrze, matowie-magazynierzy i wiele innych. Następnie w hierarchii pojawili się bosmanmatowie, którzy byli pomocnikami bosmanów w danych specjalnościach. Po przekształceniu się tytułu bosmana w stopień wojskowy to samo stało się z matami i bosmanmatami.

## Użycie
Stopień mata powstał w Polsce w 1921, wraz z pozostałymi pierwszymi stopniami wojskowymi w Marynarce Wojennej. Wcześniej, od 1918 używano zapożyczonego z Wojsk Lądowych stopnia kaprala marynarki. W latach 1921−1971 mat znajdował się w hierarchii przed starszym marynarzem, a za bosmanmatem. Od 1971 pomiędzy matem a bosmanmatem znajduje się stopień starszego mata. Od 2022 stopniem niższym jest starszy marynarz specjalista. Przez cały czas istnienia mat jest odpowiednikiem kaprala. 
W Siłach Zbrojnych PRL należał do grupy podoficerów młodszych.
Stopień wojskowy mata jest zaszeregowany dla grupy uposażenia nr 2, a w kodzie NATO określony jest jako OR-03.